# End of Me
End of Me – singel fińskiej grupy muzycznej Apocalyptica promujący jej siódmy album studyjny zatytułowany 7th Symphony. Gościnnie w utworze zaśpiewał Gavin Rossdale znany z występów w brytyjskim zespole Bush. Piosenkę wyprodukowaną Joe Barreseiego napisali Johnny Andrews, Gavin Rossdale oraz Eicca Toppinen. Wydawnictwo, w formie Promo CD ukazało się 8 czerwca 2010 roku nakładem wytwórni muzycznej Sony Music Entertainment. W Stanach Zjednoczonych singel trafił do sprzedaży nakładem Jive Records. 
Singel dotarł m.in. do 5. miejsca listy Billboard Mainstream Rock Songs w Stanach Zjednoczonych. Piosenka zyskała także pewną popularność w Polsce, plasując się na 20. miejscu Listy Przebojów Programu Trzeciego Polskiego Radia.
Do utworu powstał wideoklip, który wyreżyserowała Lisa Mann, mająca w dorobku współpracę m.in. z takimi wykonawcami jak: SHeDAISY, Hayley Westenra oraz Wild Strawberries.

## Lista utworów
Opracowano na podstawie materiału źródłowego.
| Nr | Tytuł utworu                            | Autorzy                                        | Długość |
| -- | --------------------------------------- | ---------------------------------------------- | ------- |
| 1. | „End of Me”                             | Johnny Andrews, Gavin Rossdale, Eicca Toppinen | 03:29   |
| 2. | „Path” (akustycznie, na żywo, XM Radio) | Eicca Toppinen                                 | 02:38   |
|    |                                         |                                                | 6:07    |

## Notowania
| Lista                              | Kraj              | Pozycja |
| ---------------------------------- | ----------------- | ------- |
| Billboard Mainstream Rock Songs    | Stany Zjednoczone | 5       |
| Billboard Hot Rock Songs           | Stany Zjednoczone | 16      |
| Billboard Alternative Songs        | Stany Zjednoczone | 32      |
| Media Control Charts               | Niemcy            | 81      |
| Lista przebojów Programu Trzeciego | Polska            | 20      |